# Приймак Павло Іванович
Павло́ Іванович Прийма́к (9 липня 1968, с. Садки Заліщицького району Тернопільської області — 27 жовтня 2023) — український оперний і камерний співак, соліст Національної опери України. Заслужений артист України (2005).

## Життєпис
Після закінчення місцевої школи навчався у Чернівецькому музичному училищі (1988), Київській консерваторії в класі К.Огнєвого (1994).
Творчий шлях вокальним дуетом брати Павло і Петро Івановичі Приймаки розпочали в Чернівецькій філармонії 1984 року.
Павло Приймак — заслужений артист України (2005), має Почесну відзнаку Міністерства культури і туризму, 3-тю премію 1-го Міжнародного конкурсу імені М. Лисенка (Одеса, 1992). Він лауреат багатьох міжнародних і Всеукраїнських конкурсів та фестивалів.
Від 1993 року — соліст Національної опери України. Гастролював у Великій Британії, Данії, Іспанії, Канаді, Німеччині, Польщі, Португалії, Російській Федерації, Угорщині, Узбекистані, Франції, Швейцарії та інших країнах.
Доцент кафедри вокального мистецтва Національної академії керівних кадрів культури і мистецтв.
Разом з братом Петром Приймаком видали збірник колядок, щедрівок та віншувань із власного репертуару.

## Репертуар
У камерному репертуарі — твори українських і зарубіжних композиторів, українські народні пісні.
Оперні партії (понад 20):
- Альфред («Травіата» Дж. Верді),
- Хозе («Кармен» Ж. Бізе),
- Пінкертон («Мадам Батерфляй» Дж. Пуччіні),
- Андрій («Тарас Бульба» М. Лисенка) та інші.